# فينيت راي
فينيت راي (10 أكتوبر 1997 بآسام في الهند - ) هو لاعب كرة قدم هندي في مركز الوسط. شارك مع منتخب الهند تحت 20 سنة لكرة القدم ومنتخب الهند تحت 23 سنة لكرة القدم. أما مع النوادي، فقد لعب مع نادي ديمبو.

## روابط خارجية
- فينيت راي على موقع قاعدة بيانات كرة القدم.إي يو (الإنجليزية)
- فينيت راي على موقع ناشيونال فوتبول تيمز (الإنجليزية)
- فينيت راي على موقع Soccerway.com (الإنجليزية)